# Bombus haueri
Bombus haueri es una especie de abejorro, un himenóptero apócrito de la familia Apidae. Es endémico de México.

## Estado de conservación
Bombus haueri desde el año 2015 está incluido en la IUCN Redlist como una especie en peligro de extinción.

## Taxonomía
Bombus haueri fue descrito originalmente por el entomólogo austríaco Anton Handlirsch y publicado en Akademie der Wissenschaften in Wien, Sitzungsberichte, Mathematisch-naturwissenschaftliche Klasse, Abteilung 3(3): 209-250 en 1888.